# Nani Bregvadze
Nani Bregvadze (géorgien : ნანი გიორგის ასული ბრეგვაძე), née le 21 juillet 1936 à Tbilissi en République socialiste soviétique de Géorgie, est une chanteuse géorgienne, mezzo-soprano, contralto. 

## Biographie
Lauréate du Festival mondial de la jeunesse et des étudiants de 1957, Nani Bregvadze se produit au sein de la Philharmonie d’État de Géorgie depuis 1959. Sortie de la classe de piano du Conservatoire d'État de Tbilissi en 1962. Elle est célèbre pour ses romances interprétées principalement en langue russe.
En 2008, lors de la guerre d'Ossétie du Sud, l'artiste annule le concert prévu pour son 70e anniversaire à Saint-Pétersbourg. Elle ne commente pas sa décision et son administrateur se contente de dire « c'est clair pourquoi ».